# Confrontation (film)
Pour les articles homonymes, voir Confrontation.
Pour plus de détails, voir Fiche technique et Distribution.
Confrontation (en russe : Противостояние, Protivostoïanié) est une mini-série soviétique en six épisodes, en couleur avec les séquences en noir et blanc, réalisé par Semion Aranovitch en 1985, d'après le roman éponyme de Julian Semenov qui signe également le scénario.
Commandé par le Comité d'État de l'URSS à la diffusion télévisuelle et radiophonique le film est produit par les studios Lenfilm et Ekran.
L'histoire raconte l'investigation sur les crimes commis par un ancien collaborateur des nazis.

## Synopsis
En avril 1980, dans les buissons près de la route reliant l'aéroport à la ville (fictive) de Nardyne, dans le nord soviétique, un cadavre dépecé d'un homme disparu à la fin de l'automne 1979 a été retrouvé dans un sac attaché avec un nœud inhabituel. L'affaire est confiée au colonel Kostenko du Département des enquêtes criminelles du Ministère de l'intérieur de l'URSS. Les enquêteurs réussissent à identifier la victime et après avoir passé en revue son entourage proche sont sur la piste du principal suspect - un chauffeur de taxi prénommé Grigori Milinko. Cependant, il s'avère que Milinko a disparu pendant la guerre, et quelqu'un d'autre utilise ses documents. Entre-temps l'adjoint du colonel Kostenko, major Revaz Kardava, trouve dans les archives un autre cas de cadavre dépecé dans le sac fermé comme celui de Nardyne qui remonte au mois de mars 1945. Il a été trouvé dans la région de Breslau alors sous occupation allemande. Compte tenu de cette information les empreintes digitales du suspect présumé sont comparées non seulement au fichier soviétique mais aussi à celui des archives allemandes. Cela permet d'identifier un certain Nikolaï Krotov, qui en 1941 pendant la bataille de Kiev a quitté les rangs de l'Armée rouge pour combattre du côté des allemands, en livrant en même temps à l'ennemi le commissaire politique de son unité.
Krotov a subi un entraînement à l'Abwehr pour effectuer des missions de nature subversive et terroriste sur le territoire soviétique. En mars 1945, lors de la défense de Breslau voyant l'avancée des troupes soviétiques, Krotov fait défection et tue un soldat soviétique, le marine Grigori Milinko, pour usurper son identité.
On trouve encore près du lac Ritsa en Abkhazie, un troisième sac avec les restes d'une femme identifiée comme Anna Petrova, maîtresse de Krotov.
Krotov essaie de brouiller les pistes se déplaçant de ville en ville, il élimine un témoin après l'autre, afin de fuir à l'étranger avec des objets de valeur volés.

## Fiche technique
- Titre : Confrontation
- Titre original : Противостояние
- Réalisation : Semion Aranovitch
- Scénario : Julian Semenov
- Directeur de la photographie : Valeri Fedossov (ru)
- Directeur artistique : Vladimir Svetozarov (ru)
- Compositeur : Alexandre Knaïfel
- Caméra : Alekseï Rodionov
- Décors : Viktor Ivanov, Eduard Orman
- Son : Eduard Vanounts (ru)
- Costumes : Natalia Kotcherguina (ru)
- Rédaction : Iouri Kholine
- Musique : Orchestre philharmonique de Saint-Pétersbourg
- Chef d'orchestre : Arkadi Steinlukht
- Second réalisateur : Olga Baranova
- Montage : Irina Roudenko
- Directeur de production : Ada Staviskaïa
- Production : Lenfilm, Studio Ekran
- Pays d'origine : Russie
- Format : 35 mm
- Genre : film policier, drame
- Durée : 392 minutes
- Date de sortie : 1985

## Distribution
- Oleg Bassilachvili : Vladislav Kostenko, colonel dans la milice soviétique
- Andreï Boltnev : Nikolaï Krotov, ancien collaborateur des nazi, usurpateur d'identité de Grigori Milinko
- Murman Jinoria (ru) : major Revaz Kardava, adjoint du colonel Kostenko, géorgien
- Iouri Kouznetsov : major Alekseï Zhoukov, chef de la criminelle de Nardyne
- Aleksandr Kazakov : Spiridon Deriabine
- Olga Semenova (ru) : Kira Koroleva, journaliste stagiaire
- Aleksandre Filippenko : Roman Jouravlev, vétérinaire
- Oleg Palmov (ru) : Sakov, ami de Grigoriev
- Valeri Filonov : Grigoriev, ami de Gontchakov, un cuisinier
- Alia Nikoulina (ru) : femme de Grigoriev
- Natalia Saïko (ru) : Anna Petrova, maîtresse de Krotov
- Elizaveta Nikichtchikhina (ru) : Chtchoukina, voisine de Petrova, une biologiste
- Galina Makarova : Klaudia Efremova, tante de Petrova
- Yuzef Mironenko : Vassili Pastoukhov, frère d'Anna Petrova, timonier dans la marine
- Sergueï Bekhterev (ru) : Alekseï Lvov, ancien fiancé d'Anna Petrova vivant à Adler
- Stanislav Sadalski (ru) : Guennadi Tsypkine
- Talgat Nigmatulin : Ourazbaïev, capitaine de la criminelle à Kokand
- Kote Makharadze : Sergo Sukhishvili, colonel à la criminelle de l'Abkhazie
- Vladimir Golovine (ru) : Ernest Lebedev, ancien ami de Krotov, secouriste à Soukhoumi
- Vytautas Paukštė (lt) : Paul Keller historien dans les archives de la RDA
- Andreï Smoliakov : Grigori Milinko
- Anatoli Slivnikov (ru) : sergent de milice à Nardyne
- Alekseï Bouldakov : directeur de l'entreprise de taxi à Nardyne
- Nikolaï Boïarski (ru) : Fedor Varentsov, chef du personnel de l'usine
- Natalia Akimova (ru) : actrice du spectacle amateur qui joue Zina
- Andreï Krasko : acteur du spectacle amateur qui joue Ivan
- Galina Figlovskaïa (ru) : membre de la commission d'investigation des crimes nazi
- Rudolph Tchelichtchev : Unterscharführer à l'interrogatoire de Krotov
- Viktor Gogolev : professeur Gueorgui Kozel, père du Gueorgui Kozel Jr.
- Vera Bykova-Pizhel : Diana Jouravleva (née Kouzmina), femme du vétérinaire Roman Jouravlev
- Olga Samochina : Dora Kobzeva, dit Dora-le-Bulldozer
- Youri Stoupakov : Dmitri Ivanovitch, général du Ministère des Affaires intérieures de l'URSS
- Artsruni Manukyan : Mesrop Sanamyan, agent de la criminelle à Adler
- Elvira Kolotoukhina : Galina Krotova, fille adoptive de la famille Krotov
- Natalia Labourtseva : Nina Krotova, veuve du cousin de Krotov, joaillère à Smolensk
- Tamara Chempel : Irina Evseïeva, adjointe de Galina Krotova
- Vladimir Parmenov : Grigori Zaguibalov, ancien détenu
- Elvira Droujinina : Zaguibalova, femme de Zaguibalov ouvrière
- Maria Bergholtz : Aleksandra Evguenievna, institutrice de Krotov
- Nikolaï Ferapontov : Mikhaïl Gontchakov dit Minia
- Alla Tekchina : administrateur à l'hôtel
- Nikolaï Mouraviev : colonel dans les archives du Ministère de la Défense de l'URSS
- Nora Griakalova : Varvara Dmitrievna, chef du personnel de l'entreprise de taxi à Nardyne
- Tatiana Zakharova : Irina Zhoukova, femme du major Alekseï Zhoukov, professeur des mathématiques
- Valentin Golovko : secrétaire du comité du parti de Nardyne
- Igor Ivanov : ami de Kira Koroleva
- Larissa Oumarova : manager de la fabrique de chaussures d'Irkoutsk
- Svetlana Kostioukova : infirmière à l'hôpital d'Abwehr
- Paul Rinne : enquêteur à Riga
- Larissa Soloviova : otage de Krotov à l'aéroport